# Minzac
Minzac – miejscowość i gmina we Francji, w regionie Nowa Akwitania, w departamencie Dordogne.
Według danych na rok 1990 gminę zamieszkiwały 303 osoby, a gęstość zaludnienia wynosiła 19 osób/km² (wśród 2290 gmin Akwitanii Minzac plasuje się na 877. miejscu pod względem liczby ludności, natomiast pod względem powierzchni na miejscu 705.).